# Baterías de Costa del Golfo Ártabro

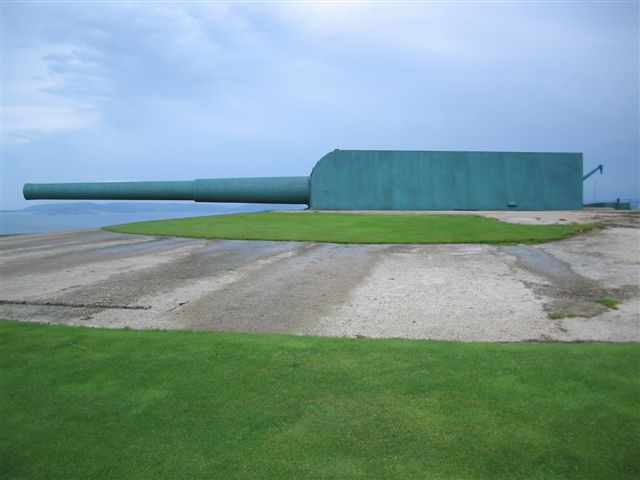
Cañón Vickers de 381mm/45, situado en el Monte de San Pedro, incluido en la defensa del golfo Ártabro.

Las Baterías de Costa del Golfo Ártabro, situadas a lo largo del golfo del mismo nombre, fueron un importante complejo artillero destinado a la defensa de la Base Naval y Astilleros militares de Ferrol, a partir del plan de defensa del dictador Primo de Rivera, que continuaba la tradición marítima de la ciudad departamental como base de la flota naval del norte de España (a principio del siglo XX España contaba con tres grandes bases navales para su Armada, una en el norte de la península, en Ferrol, y dos más al sur, en Cartagena y Mahón).
Para la defensa costera de estas bases y sus astilleros, el gobierno de Primo de Rivera compró en 1926 a la empresa inglesa Vickers Armstrong dieciocho cañones navales de 15 pulgadas modelo 1926, que en España, y para adaptarse a la nomenclatura artillera vigente, pasaron a denominarse Cañones Vickers 381/45.
Estos cañones se montaron siempre en parejas y fueron acompañados de diversas piezas menores para su defensa costera y antiaérea. Atendiendo al orden en que fueron artillados, su distribución fue la siguiente:
Baterías del golfo Ártabro, protegiendo la Base Naval de Ferrol
Batería de Campelo Alto (zona de Meirás, Valdoviño). Desartillada entre 1940 y 1941.
Batería de Prior Sur (zona de Doniños, Ferrol 43°33′45″N 8°19′00″O / 43.56256, -8.31653). Desartillada en 1997.
Batería de Lobateiras (zona de Prioriño, Ferrol). Desartillada en 1997.
Batería de San Pedro (zona de San Pedro, La Coruña). Conservadas, fuera de servicio.
Base Naval de Cartagena:
Batería de Cenizas. Conservadas, fuera de servicio.
Batería de Castillitos. Conservadas, fuera de servicio.
Base Naval de Mahón:
Fortaleza de la Mola. Conservadas, fuera de servicio.
Batería de Favarich. Desartillada entre 1942 y 1943.
Batería de Llucalary Alayor. Conservadas, fuera de servicio.

## El Plan de defensa Costera de Primo de Rivera
Si bien los estudios que ponían de relieve la necesidad de una fuerte defensa costera de las bases navales habían dado comienzo incluso en el siglo XIX, no es hasta 1926 que se promulga el Plan de Artillado y Defensa de las Bases Navales de Ferrol, Cartagena y Mahón, firmado por Primo de Rivera. Según el General Mola, el «...claro concepto ... de la evolución política europea y de los futuros peligros en el orden internacional le llevó a cuidar de la Marina de Guerra, dotándola de medios poderosos de defensa de sus bases...» que le lleva al establecimiento de un nuevo Plan de Defensa Marítima de las Bases Navales. Posteriormente, fue la II República la encargada de finalizar la instalación de todas las piezas.
Se trataba de artillar nuevas baterías con piezas de 38,1 cm (Costa), 15,24 cm (Costa) y 10,5 cm (Antiaéreo). Todas de la casa Vickers, con alcances de 35 000 y 21 000 m, respectivamente para las dos primeras, y techo de 7000 m las antiaéreas. Eran similares a las que armaban las más modernas unidades navales; complementados con los obuses de 24 cm, y otras piezas de antiguos modelos.

## El Golfo Ártabro
El complejo defensivo del Golfo Ártabro, conocido como las Baterías del Golfo Ártabro, estaba formado por cuatro emplazamientos principales artillados por una pareja de 381/45 y otros cuatro emplazamientos para baterías de cuatro cañones de menor calibre (los 152,4mm). Posteriormente, a estas baterías iniciales se fueron sumando otras de apoyo antiaéreo, artilladas con cañones del calibre 72.
Estas fortificaciones estaban destinadas a servir como elemento disuasorio a buques de guerra, defendiendo el Arsenal de Ferrol, de importancia estratégica crítica, puesto que en sus radas recalaba gran parte de la Armada Española

## Los cañones Vickers 381
Estos impresionantes cañones de ingeniería inglesa, lograban un alcance efectivo de 35 km, aunque podían llegar a los 42. El calibre interno (15" en terminología anglosajona) de 38,1 cm permitía lanzar proyectiles de acero perforante de hasta 885 kg con una carga de 18 kg de TNT. 
Realmente se trataban de unas armas colosales, totalmente mecanizadas, que requerían cureñas ocultas bajo tierra en grandes salas y galerías que conforman sus accesos, salas de motores, sistemas elevadores, cámaras de municionamiento o almacenes. Para su funcionamiento eran necesarios de quince a veinte sirvientes.
Se disponían en zonas elevadas y con un gran ángulo de visión y las 3/4 partes de su mecanismo se instalaba bajo tierra en tres alturas que alojaban los motores, el almacén de proyectiles, los sistemas de transporte y toda la maquinaria necesaria para su funcionamiento, quedando sólo visible el tubo del cañón de casi 18 m de longitud. Se acompañaban normalmente de otras baterías complementarias, con cuatro cañones de 15 cm en cotas inferiores.
Para emplazamiento y montaje de semejante tecnología militar, la más moderna de la época, hubo que construir diversas infraestructuras como caminos y puertos y hacer uso de maquinaria especial para el transporte de las piezas, además de galerías subterráneas. Actualmente se conserva un importantísimo archivo gráfico bien conservado en el Museo Militar Regional de La Coruña, que cuenta de forma palpable las enormes dificultades del transporte desde el puerto de Ferrol hasta los emplazamientos de Monte Campelo, atravesando la ciudad por la zona del actual cementerio municipal de Catabois, y su ruta por el ayuntamiento de Narón hasta su emplazamiento definitivo en Campelo Alto, en una zona elevada con un amplio campo de visión.
Posteriormente, los cuatro cañones de las baterías de Campelo Alto y Favaritx que fueron desmontados de estos emplazamientos originales en la década de los años 40 y se trasladaron a la Batería A-6 del Ejército, instalada en el estrecho de Gibraltar en Paloma Alta, Tarifa (aunque tan sólo se pudieron montar tres), siendo ésta la única batería en servicio hasta 2008.

## Los cañones de apoyo
De forma paralela a la instalación de los grandes cañones del 381 de costa, se iniciaron también las obras para la instalación de piezas en un calibre inferior, destinadas a abatir embarcaciones menores y más rápidas que los grandes buques, y que pudieran escapar o no ser objetivos de los 381. Estas piezas eran los 152,4, que se instalaron en las baterías de:
- 1ª Bía de costa (Monte Campelo)
- 3ª Bía de Cabo Prior
- 5ª Bía Pena Roiba (Cabo Prioriño)
- 9ª Bía Monticaño (Pastoriza)[1]